# Alan Moore
Alan Moore (Northampton, 1953. november 18. – ) angol képregényíró és rajzoló. Leghíresebb munkái közül a Time 2005-ös „A 100 legjobb angol nyelvű irodalmi mű 1923-tól napjainkig” listájára felkerült a Watchmen, a V mint vérbosszú, valamint a The League of Extraordinary Gentlemen (magyar cím: A szövetség). Továbbá két regény, az 1996-os Voice of the Fire és a 2016-ban megjelentetett Jersualem szerzője.

## Stílus
Képregényíróként Moore az egyik első szerző, akinek munkáját „komoly” irodalomként ismerték el. A mainstream mellett fontos morális témákat is feldolgoz. Munkáira nagy hatást gyakoroltak William S. Burroughs, Thomas Pynchon, Robert Anton Wilson és Iain Sinclair művei, új hullámos tudományos-fantasztikus írók, mint például Michael Moorcock művei és más horror-szerzők, mint Clive Barker alkotásai. A műfajon belül Will Eisner, Harvey Kurtzman, Jack Kirby és Bryan Talbot munkássága volt rá a legnagyobb hatással.

## Képregényírói karrier

### Korai munkák
Miután otthagyta az iskolát, Moore angol zenei lapokba (Sounds, NME) publikált underground stílusú képregényeket. Ezeket ő maga írta és rajzolta, Kurt Vile/Weill álnéven. Később eldöntötte, hogy rajzolóként nem tud megélni, ezért az írásra kezdett koncentrálni. Olyan magazinoknak írt forgatókönyveket, mint a Marvel 2000 AD és a Warrior. 1979 júniusában megjelent első mainstream műve (a Hulk havi száma)a Marvel gondozásában. Hamarosan több különféle magazinba írt hosszabb-rövidebb képregényeket. Kiemelkedő volt ezek közül a (befejezetlen)The Ballad of Halo Jones, mely először szerepeltetett női főhőst a 2000 AD történetében. Moore sorozatai rendkívül népszerűnek bizonyultak, azonban alkotói jogainak hiánya egyre jobban zavarni kezdte, ezért szakított a kiadóval.
Ezen korszak munkái közül a Warrior magazinban megjelentek kapták a legnagyobb kritikusi elismerést: a Marvelman, melyben egy elfelejtett '50-es évekbeli szuperhőst gondolt újra radikálisan (rajzolók: Garry Leach és Alan Davis); és a V for Vendetta, melyben egy Guy Fawkes-maszkot viselő elegáns anarchista küzd a Nagy-Britanniát vezető fasiszta párttal egy antiutópikus jövőben (rajzoló: David Lloyd). A Warrior megszűnt, mielőtt ezek a történetek a végükhöz érhettek volna, de Moore más kiadóknál folytathatta őket.

### Amerikai mainstream
Moore angliai munkái felkeltették Len Wein, a DC Comics szerkesztőjének figyelmét; hamarosan megkapta a Swamp Thing című, addig sablonos és rosszul menő sorozatot. Moore Stephen R. Bissette, Rick Veitch és John Totleben rajzolókkal teljesen újjáteremtette a karaktert. Kísérletező történetei környezetvédelmi és társadalmi problémákat is érintettek a horror és a fantasy mellett, és kutatásainak köszönhetően hűen ábrázolta Louisiana, a sorozat színhelyéül szolgáló állam kultúráját. Itt jelent meg először John Constantine, a munkásosztályból származó mágus, aki később saját sorozatot kapott, a Hellblazert, amely ma a Vertigo al-kiadó legrégebben futó képregénye.
Moore Swamp Thing-verziója olyan sikeresnek bizonyult, hogy a DC hasonló stílusú brit írókat szerződtetett (Grant Morrison, Jamie Delano, Neil Gaiman), akik többször szintén feledésbe merült DC karaktereket formáltak át radikálisan (például Neil Gaiman a Sandmant). Később ezek a művek képezték a születő Vertigo gerincét. Moore eközben olyan karaktereket formált saját íze szerint, mint Superman(For the Man Who Has Everything, Superman: Whatever Happened to the Man of Tomorrow?) és Batman (Batman: A gyilkos tréfa).
Az 1986-ban kezdődő, majd 1987-ben papírfedeles kiadásban is megjelenő Watchmen (rajzoló: Dave Gibbons) megszilárdította hírnevét. A Watchmen világában a szuperhősök valóban léteznek az 1940-es évek óta. A világot nukleáris háború fenyegeti; a hősök vagy az Amerikai Egyesült Államok kormányának dolgoznak, vagy törvényen kívül, heroizmusukat különböző pszichológiai indokok vezérlik. A történetmesélés nemlineáris, az eseményeket különféle nézőpontokból ismerjük meg. Moore és Gibbons formailag is kísérletező képregényt alkotott: az ötödik, "Fearful Symmetry" című fejezet szimmetrikus tervezése, ahol az utolsó oldal az első majdnem tökéletes tükörképe, és így tovább; vagy a "képregény-a-képregényben", a Tales of the Black Freighter. A Watchmen egyedüli képregényként megnyerte a Hugó-díjat, a számára kitalált egyszeri "Legjobb más formájú mű" kategóriában.
A Watchmen sikerének köszönhetően Moore egy rövid időre média-híresség lett, a hisztéria olyan méreteket öltött (egy csapat autogram-vadász a mosdóba is követte az egyik rendezvényen), hogy Moore felhagyott a képregény-fesztiválok látogatásával. Egy kis, független kiadónál (Eclipse Comics) befejezte a Miracleman-sorozatát (a Marvelman nevet a Marvel nyomására változtatták meg), és a karaktert Neil Gaiman gondjaira bízta. A V for Vendetta a DC gondozásában jelent meg, színes gyűjteményes kötetben.
Moore kapcsolata fokozatosan romlott a DC-vel alkotói jogainak hiányossága és eladási problémák miatt. Egy csapat alkotó, köztük Moore, Frank Miller, Marv Wolfman, és Howard Chaykin összekülönbözött a DC-vel egy tervezett korhatár-besorolási rendszer miatt. A V for Vendetta utolsó számának megjelenése után Moore nem fogadott el megbízást a DC-től.

### Független korszak
Rengeteg különböző projekt jelent meg a következő időszakban, mind független kiadóknál: Brought to Light, egy beépített CIA-ügynök története, Bill Sienkiewicz rajzolóval, az Eclipse Comics gondozásában; a Big Numbers, mely Moore szülővárosában, Northamptonban játszódott és a káosz-elméletet használta fel. A rajzokat ismét Bill Sienkiewicz készítette, de a projekt harmadik száma sosem jelent meg.
A korszak legfajsújosabb alkotása kétségkívül az eredetileg a Taboo horror-antológia számára készült From Hell, melyben Moore Hasfelmetsző Jack-gyilkosságokat helyezte új megvilágításba. A gyilkosságsorozat kiváltó oka a kor politikája és gazdasága, a gyilkos egy mágikus rituálé részeként követi el tetteit, a királynő személyes megbízására. Eddie Campbell fekete-fehér tollrajza híven tükrözi a mű hangulatát. A Taboo még a From Hell befejező részének megjelenése előtt megszűnt; így az, miután átment két kiadón, végül az Eddie Campbell Comics gyűjteményes kiadásában jelent meg.
A Big Numbers kudarcba fulladt, kapcsolatai felbomlottak, így Moore felhagyott a független munkával.

### Visszatérés
Több évnyi kihagyás után Moore az Image Comics számára írt különböző képregényekkel próbált visszatérni a szuperhősképregény-piacra. Úgy érezte, hogy munkássága bizonyos tekintetben káros hatással volt a műfajra; az alkotók átvették az erőszakot és a sötét hangulatot, de az innovatív ötleteket nem. Erre válaszul (Stephen R. Bissette, Rick Veitch és John Totleben rajzolókkal) megalkotta az 1963at, mely a korai Marvel képregények mintájára készült, és azok szexista és kapitalizmus-párti stílusát is lemásolta, ez azonban elavultnak bizonyult a '90-es évek közönségének, így a sorozat befejező része már nem is jelent meg.
Az 1963at követően Moore Jim Lee Wildcatsén és több Rob Liefeld-címen dolgozott (Supreme, Youngblood és Glory), átalakítva a sokszor kezdetleges és nem túl eredeti karaktereket.

### America's Best Comics
A Wildcats után Moore saját kvázi alkiadót kapott Jim Lee kiadójánál, a Wildstormnál. Megalkotta az America's Best Comics univerzumot. Az ide tartozó képregények ugyanabban az univerzumban léteznek, de a történetek szinte sosem keresztezik egymást.
A The League of Extraordinary Gentlemenben egy csapat viktoriánus-kori kalandregény-figura (H. Rider Haggard Allan Quatermaine, H. G. Wells Láthatatlan embere, Jules Verne Némó kapitánya, Robert Louis Stevenson Dr. Jekyllje és Mr. Hydeja, és Wilhelmina Murray Bram Stoker Drakula című művéből) keveredett különféle bonyodalmakba. Ez a sorozat jelent meg először az ABC logó alatt. Az első kötetben a Sherlock Holmes-művekből ismerős Moriarty professzor ellen harcol a csapat, a másodikban a Világok harca marslakói ellen. A harmadik rész, a The Black Dossier eredetileg 2007 novemberében jelent meg, de gyakorlatilag csak 2008 elején látott napvilágot.
A Tom Strong egy poszt-modern szuperhős-sorozat, mely egyaránt parodizálja a műfajt és fejezi ki előtte tiszteletét. A címszereplőt olyan Superman előtti hősök inspirálták, mint Doc Savage vagy Tarzan. A rajzolói feladatokat elsődlegesen Chris Sprouse látta el.
A Top Ten (rajzolók: Gene Ha és Zander Cannon) című rendőr-sorozat egy olyan városban játszódott, ahol a rendőröktől kezdve a bűnözőkön és a civileken keresztül a háziállatokig mindenki rendelkezett valamilyen szuperképességgel, kosztümmel és titkos személyiséggel. A sorozatot tizenkét rész utáni megszűnése után három melléksorozat követte: a Smax-minisorozat; a Top 10: The Forty-Niners című előtörténet; és egy folytatás, a Top 10: Beyond the Farthest Precinct, melyet Paul Di Filippo írt.
A Promethea (rajzoló: J. H. Williams III) című sorozat főszereplője egy női szuperhős, aki a képzelet világából származik. Ebben a képregényben Moore a mágiáról, a tudatról, a misztikáról és a Kabbaláról való gondolatait összegezte.
A Tomorrow Stories című gyűjteményes kötet állandó szereplői: Cobweb, First American, Greyshirt, Jack B. Quick és Splash Brannigan.

## Jelentősebb művei
- Marvelman (rajzoló: Garry Leach, Alan Davis, John Totleben és mások, Warrior #1-21, 1982–1984)
- V for Vendetta (rajzoló: David Lloyd, első két könyv: Warrior #1-26, 1982–1985, majd: DC, 10 rész, 1988–1989)
- Swamp Thing #20-58, 60-61, 63-64, Annual #2 (rajzoló: Stephen R. Bissette, Rick Veitch és mások, kiadó: DC Comics, 1983–1987)
- Watchmen (rajzoló: Dave Gibbons, kiadó: DC Comics, 12 részes sorozat, 1986)
- The League of Extraordinary Gentlemen (rajzoló: Kevin O'Neill, kiadó: első két 6 részes minisorozat + Black Dossier: DC Comics/Wildstorm/ABC; tervezett harmadik sorozat: Top Shelf, Knockabout)
- Promethea (rajzoló: J.H. Williams III és mások, 32 rész, 1999–2005, kiadó: DC Comics/Wildstorm/ABC)
- From Hell (rajzoló: Eddie Campbell, prológus: Cerebus 124, első hat fejezet: Taboo #2-7, 1989–1992, további 11 rész: Mad Love/Tundra/Kitchen Sink Press, 1991–1998)
- Lost Girls (rajzoló: Melinda Gebbie, #5-7, Taboo 1991–1992, 2 rész, Tundra, 1995-1996, gyűjteményes kiadás: Top Shelf, 2006)

## Magyarul
- Watchmen. Az őrzők, 1-3.; szöveg Alan Moore, rajz Dave Gibbons, ford., szerk., jegyz. Bárány Ferenc; Cartaphilus, Bp., 2008
- Violátor; szöveg Alan Moore, rajz Bart Sears, Greg Capullo, ford. Benes Attila; Breitenbaumer László, Pereszteg, 2017
- V mint vérbosszú; szöveg Alan Moore, rajz David Lloyd, egyes részek rajz Tony Weare, ford. Sepsi László; Fumax, Bp., 2018
- Különleges Úriemberek Szövetsége 1898, 1. kötet; szöveg Alan Moore, rajz Kevin O'Neill, ford. Kodaj Dániel; Fumax, Bp., 2019
- Hålo Jones balladája; szöveg Alan Moore, rajz. Ian Gibson, ford. Kodaj Dániel; Fumax, Bp., 2019
- Britannia kapitány; szöveg Alan Moore, rajz. Alan Davis, ford. Lunczer Gábor; Fumax, Bp., 2019
- From hell. A pokolból; szöveg Alan Moore, rajz. Eddie Campbell, ford. Bayer Antal; Vad Virágok Könyvműhely, Újhartyán, 2019